# Scafati Basket
El Scafati Basket, conocido también por motivos de patrocinio como Givova Scafati es un equipo de baloncesto italiano con sede en la ciudad de Scafati, en provincia de Salerno, Campania. Compite en la Serie A, el primer nivel del baloncesto en Italia. Disputa sus partidos en el PalaMangano, con capacidad para 3.700 espectadores.

## Historia
La primera actividad baloncestírtica de la ciudad data de 1949, cuando un grupo de jóvenes de Acción Católica fundaron el equipo denominado Silvio Pellico, que en 1955 se fusionó con el otro equipo Scafati, el Savoia, dando lugar al Scafatese Basket. En 1969 se refunda la sociedad, con el nombre de Centro Sportivo Scafatese, jugando durante años en las series C y D. En 1995 promocionan a la serie B2, y 3 años más tarde a la B1. En el año 2000 logran el ascenso a la Serie A2, disputando durante 5 años el play-off de ascenso a la Serie A, algo que consiguen en 2006.
En su primera temporada entre los grandes acaban en la décima posición, a una única victoria de haber disputado los play-offs por el título. Pero al año siguiente acaban en penúltimo lugar de la clasificación, descendiendo de nuevo a la Legadue.

## Nombres
- Longobardi Scafati  (2000-2001)
- Rida Scafati (2001-2003)
- Eurorida Scafati (2003-2006)
- Legea Scafati (2006-2008)
- Harem  Scafati (2008-2009)
- Bialetti  Scafati (2009-2010)
- Sunrise Scafati (2010-2011)
- Givova Scafati (2011-)

## Posiciones en Liga
- 2009 - (9-Lega2)
- 2010 - (9-Lega2)
- 2011 - (4-Lega2)
- 2012 - (4-Lega2)
- 2013 - (7-Lega2)
- 2014 - (1-DNB)
- 2015 - (8-A2 Silver)
- 2016 - (1-A2 Oeste)
- 2017 - (14-A2 Oeste)
- 2018 - (2-A2 Oeste)

## Palmarés
- Copa de Italia de Legadue
  - Campeón 2006
    - Subcampeón 2005

- Campeón DNB Grupo D: 2014

## Jugadores destacados
| - Aaron Howard - Jason Smith - Guy Muya - Todor Stoykov - Greg Newton - Michael Andersen - Goran Jagodnik - Kimmo Muurinen - Valerio Amoroso - Pietro Bianchi - Massimo Bulleri - Roberto Chiacig - Luigi Datome - Nikolaos Dimitriu - Vincenzo Esposito - Cristiano Masper - Domenico Morena - Andrea Niccolai - Valerio Spinelli - Steponas Babrauskas - Tomas Nagys - Tunji Awojobi - Szymon Szewczyk - Rick Apodaca - Mats Levin | - Héctor Romero - Thomas Adams - Lamont Barnes - Brandon Brantley - Erick Blarkley - Michael Campbell - Anthony Carter - Randy Carter - Randolph Childress - James Collins - Ronald Davis - Bennett Davison - Christopher Evans - Reggie Fox - Tellis Frank - Phil Goss - Reggie Hamilton - Clint Harrison - Marcus Hatten - Skeeter Henry - Julius Hodge - Jimmie Hunter - Harold Jamison - Marco Killingsworth - Jason Lawson | - Paul Marigney - Keddric Mays - Andre McCollum - Jamel McLean - Lewis Monroe - Norman Nolan - Jason Osborne - Marshall Phillips - Josh Powell - Jamal Robinson - Will Sheridan - Ronald Slay - Roy Smallwood - Bryant Smith - Stevin Smith - Dillion Sneed - Curtis Staples - Derrick Tarver - James Thomas - Chandler Thompson - Darryl Wilson - Frank Williams - Brandon Wolfram - David Young - Klaudio Ndoja | - Mithat Demirel - Lucas Victoriano - Nicolás Gianella - Silvio Gigena - Antonio Porta (baloncestista) - Germán Sciutto - Maximiliano Stanic - Rubén Wolkowyski - Dimitri Lauwers - Dževad Alihodžić - Jonathan Tavernari - Shawn Swords - Marc M'Bahia - Nikola Radulović - Tony Dorsey - Mike Lenzly - Marco Sanders - Bryan Bracey - Glenn Sekunda - Aaron Johnson - Brian Lynch - Larry Middleton - Donzell Rush |